# 5020 Asimov
Az 5020 Asimov (ideiglenes jelöléssel 1981 EX19) a Naprendszer kisbolygóövében található aszteroida. Schelte J. Bus fedezte fel 1981. március 2-án.
Nevét Isaac Asimov (1920 – 1992) orosz származású amerikai író, biokémikus után kapta.